# Kirsan Iljumsjinov
Kirsan Nikolajevitj Iljumsjinov (russisk: Кирсáн Николáевич Илюмжинов, tr. Kirsán Nikoláevitj Iljumsjinov; født den 5. april 1962 i Elista) er en kalmykisk/russisk multimillionær og politiker. Han var præsident for Kalmykia i Den Russiske Føderation 1993-2010, og præsident for verdensskakforbundet FIDE fra 1995.

## Præsident og skakspillets ven
Da han i 1993 stillede som præsidentkandidat, lovede Iljumsjinov 100 dollars til enhver, som stemte på ham, samt en mobiltelefon til alle Kalmykias hyrder. Han fik dermed 65 % af stemmerne. Som millionær i olie og bilimport mente han sig hævet over mistanker om korruption, og valgte følgelig som sit motto: "Jeg behøver ikke Kalmykia, men Kalmykia behøver mig." Som præsident omlagde han valgsystemet og fik rejst buddhisttempler. Selv var han som 14-årig blevet national skakmester, og som præsident indførte han skak som obligatorisk fag i skolerne. Da Verdensskakforbundet FIDE, stiftet i 1924, mødtes til kongres i Paris i 1995, blev Iljumsjinov valgt til ny præsident også her. Den smilende buddhist indledte sin præsidentperiode med at forhandle med sin ven Saddam Hussein om at afholde VM-finalen i skak mellem Anatolij Karpov og den russiske afhopper Gata Kamsky (en) i Bagdad. Saddam skulle personligt foretage det første træk i en direkte fjernsynsudsendelse. USA, som boykottede Irak, truede Kamsky med tolv års fængsel og en bøde på 1 million dollars, hvis han deltog. Finalen blev dermed flyttet til Kalmykia.
Iljumsjinov blev genvalgt i 1995 og 2002, og genindsat af Putin i 2005, efter at direktevalg af regionale ledere var afskaffet.
I juni 1998 blev liget af redaktøren Larisa Judina fra oppositionsavisen Sovjetskaja Kalmykia fundet i en indsø ved hovedstaden, knivstukket og med kraniebrud. Judina var angiveligt ved at afsløre lyssky transaktioner ved Iljumsjinovs opførelse af Chess City. To mænd blev arresteret, tilstod og blev dømt. Der forelå ingen beviser for, at Iljumsjinov var involveret, men russiske menneskerettighedsorganisationer oppfordrede skakspillere til at boykotte OL i skak. Alligevel ankom i september 110 skakspillere fra hele verden. Præsidenten tilbød Bobby Fischer et hus i Chess City, bygget efter hans ønsker og specifikationer. Fischer afslog dog. Chess City gav ellers plads til 2.000 skakspillere og funktionærer, og var tænkt at rumme en kirke, en moské, et buddhisttempel og en synagoge. I december 1996 tilbød Iljumsjinov Maradona en svimlende sum for at være træner for den lokale topklub, Uralan Elista. Ligeledes tilbød han 1 million dollars for at få hentet Lenins lig fra Moskva til Elista, begrundet med Iljumsjinovs påstand om, at Lenins bedstemor skulle have været kalmuk. Og sommeren 2010, da amerikanerne protesterede mod at få en moské som nabo til Ground Zero, tilbød Iljumsjinov ti millioner dollars for den omstridte grund, hvor han ønskede at opføre et internationalt skakcenter.
Det har også vakt opmærksomhed, at præsidenten har påberåbt sig at have været bortført af udenomjordiske væsener. Angiveligt sad han i sin lejlighed i Moskva onsdag 17. september 1997, da altandøren gik op, og en stemme telepatisk kaldte på ham. Han gik ud, og tilbragte de næste døgn i et gigantisk rumskib - det ene værelse var på størrelse med en fodboldbane - sammen med væsener i gule rumdragter. Iljumsjinov fik også en rumdragt på, og en tur ud i universet. "Vi landede på en af planeterne for at hente noget udstyr," sagde han. Han forklarede sig første gang om oplevelsen til Radio Freedom i Moskva, og mener, skakspillet er kommet fra rummet. Præsidenten har oplyst, at han har sagsøgt Anatolij Karpov for hans beskyldninger om korruption, men alligevel godt vil tage Karpov i hånden - og har også forsikret, at han "ikke er agent for udenomjordisk efterretning."